# Sjagger
Sjaggeren (latin: Turdus pilaris) er en spurvefugl i familien af drosselfugle. Den er med sine 26 centimeter på størrelse med en solsort. Sjaggeren er let genkendelig med sit grå hoved, mørkebrune ryg og pileformede pletter på det gyldne bryst og den hvide bug. Dens advarselskald er et hæst sjak-sjak-sjak, som har inspireret til artens danske navn. Sangen er knirkende med indslag af skræppende og snerrende lyde.
Sjaggeren er en forholdsvis ny art i Danmark, hvor den første gang ynglede i 1960, hvorefter den har spredt sig kraftigt og er i stigende omfang begyndt at yngle i beboede områder, bl.a. i haver og parker. Den er dog mest almindelig som trækgæst, og i vinterhalvåret samles den ofte i store flokke. Der er eksempelvis set flokke på op til 10.000 fugle ved København.
Sjaggeren er almindelig i et bælte fra Nord- og Centraleuropa langt ind i Asien. Desuden har den en mindre udbredelse i Vesteuropa, bl.a. yngler den spredt i Frankrig og Storbritannien. I Danmark findes sjaggeren over det meste af landet, men er mest almindelig i Nordsjælland, Nordvestjylland samt på Bornholm. I store dele af Jylland yngler arten meget spredt.

## Levevis
Sjaggeren yngler overvejende i mindre kolonier, sandsynligvis for at kunne yde et gensidigt forsvar mod kragefugle og andre ægtyve. Reden bygges fortrinsvis i træer og buske i løv- eller blandingsskov. Potentielle redeplyndrere bliver jaget med stor aggressivitet, kraftige alarmkald og et bombardement af ekskrementer, som kan være skadelige for andre fugles fjerdragt.
I maj-juni lægger hunnen 5-6 lysegrønne æg med brune pletter. Hunnen ruger i 10-14 dage, hvorefter begge forældre fodrer ungerne. Ungerne er flyvedygtige efter yderligere 12-14 dage og forlader derefter reden.
Om foråret og om sommeren lever sjaggeren for det meste af regnorme og andre smådyr som insekter og edderkopper, mens den om efteråret og vinteren lever af bær, nedfaldsfrugt og lignende.
- Sjagger.
- Sjaggerrede med æg.
- Sjaggerunger.
- Ungfugl.